# Thuarea
Thuarea là một chi thực vật có hoa trong họ Hòa thảo (Poaceae).

## Loài
Chi Thuarea gồm các loài: